# 竹本修三
竹本 修三（たけもと しゅうぞう、1942年5月5日 - ）は、日本の地球物理学者。専門は、固体地球物理学・測地学。
京都大学大学院理学研究科教授を経て、同大名誉教授。国際高等研究所フェロー。

## 略歴
埼玉県秩父市生まれ。埼玉県立熊谷高等学校をへて、1965年京都大学理学部地球物理学科卒業後、京都大学防災研究所助手、京都大学理学部助教授、京都大学大学院理学研究科助教授を経て、1996年1月より京都大学大学院理学研究科教授、2006年3月に定年退職した。
独立行政法人大学入試センター客員教授、日本学術会議測地学研究連絡委員会委員長、地震予知連絡会委員、国際測地学協会地球潮汐委員会総裁を歴任。2003年4月より2007年3月まで日本測地学会会長。2009年4月より国際高等研究所フェロー。
2011年4月よりNPO法人あいんしゅたいん・基礎科学研究所研究主管。